# Hans-Joachim Hangstein
Hans-Joachim Hangstein (* 30. Juli 1924; † 21. September 1994 in Gießen) war ein deutscher Radsportfunktionär und von 1971 bis 1981 Präsident des Bundes Deutscher Radfahrer (BDR).
Hans-Joachim Hangstein war gelernter Kaufmann; nach dem Zweiten Weltkrieg holte er das Abitur nach, studierte bis 1955 Jura an der Universität Münster und legte 1964 sein zweites juristisches Staatsexamen ab. Im selben Jahr wurde Hangstein vom Stadtrat von Münster zum Direktor der Halle Münsterland bestimmt, die er in der Folge 27 Jahre lang leitete.
Durch den Münsteraner Radrennbahn-Architekten Herbert Schürmann kam Hangstein mit dem Radsport in Kontakt, da in der Halle Münsterland auch Sechstagerennen ausgetragen wurden. Hangstein wurde Vorsitzender des Verbandes Deutscher Radrennbahnen (VDR) und im März 1971 als Nachfolger des kurz zuvor verstorbenen Erwin Hauck zum Präsidenten des BDR gewählt. Wie schon einige Male zuvor stand der BDR auch beim Amtsantritt von Hangstein vor einer prekären finanziellen Situation, die der neue Präsident erfolgreich meisterte, in dem sich unter anderem die Zahl der Mitglied von rund 38.000 auf rund 63.000 erhöhte. 1972 gehörte er zum Organisationskomitee der Olympischen Spiele in München. 1973 wurde er vom Weltradsportverband Union Cycliste Internationale zum Vorsitzenden der Hallenradsport-Kommission ernannt und 1977 ins Direktionskomitee der Fédération Internationale Amateur de Cyclisme (FIAC) berufen.
Während seiner Amtszeit fanden mehrere internationale Radsportereignisse in Deutschland statt, darunter die UCI-Weltmeisterschaften 1978 auf Bahn und Straße in München, die Weltmeisterschaften im Hallenradsport 1972 in Offenburg und 1976 in der Halle Münsterland sowie die Cyclocross-Weltmeisterschaften 1977 in Hannover.
1981 über Hans-Joachim Hangstein sein Amt an den bisherigen Vize-Präsidenten des BDR, Werner Göhner.